# Olekszandr Mihajlovics Kljucsko
Olekszandr Mihajlovics Kljucsko (ukránul: Олександр Михайлович Ключко; Mikolajiv, 1984. július 11.) ukrán amatőr ökölvívó.

## Eredményei
- 2006-ban bronzérmes az Európa-bajnokságon könnyűsúlyban, ahol legyőzte az olasz Domenico Valentinót, és a negyeddöntőben az angol Frankie Gavint is, majd az elődöntőben az orosz Alekszej Tyiscsenkótól szenvedett vereséget.
- 2007-ben a világbajnokságon már a 16 közé jutásért kiesett.